# Kamniti most, Škofja Loka
Kamniti ali Kapucinski most, zgodovinsko tudi Franc-Jožefov most, je srednjeveški ločni most iz kamna, ki premošča Selško Soro na severni strani starega mestnega jedra Škofje Loke v smeri proti Stari Loki. Most ob robu razširja par kovinskih konzolnih nosilcev, na katere je vpeta ornamentirana kovana ograja, na polovici razpona pa stoji še kip sv. Janeza Nepomuka na podstavku s škofjeloškim grbom.
Most je bil zgrajen v sredini 14. stoletja in predstavlja enega najstarejših ohranjenih primerkov tovrstne gradnje v Srednji Evropi ter najstarejši ohranjeni most na Slovenskem. Kovinski deli in kip so mu bili dodani ob razširitvi konec 19. stoletja.

## Zgodovina
Območje je bilo v srednjem veku fevdalna posest freisinških škofov, v tem času v mestu še ni bilo nobenega prehoda čez reko. Ljudi so prek nje vozili brodarji. Most je dal zgraditi takratni freisinški škof Leopold, po izročilu je povzročil precej negodovanja med tlačani, saj so ga morali zgraditi oni, po tistem pa plačevati še mostnino. Predstavljal je del mestnega obrambnega sistema pri severnih vratih v obzidju, ob njem je bil obrambni stolp. Škof je ob kasnejšem obisku prečkal most, ko se mu je med nevihto konj splašil in skupaj z jezdecem padel v naraslo reko, kjer je škof utonil. V izvirni podobi ga prikazujejo med drugim Valvasorjeve upodobitve iz 17. stoletja.
Po izgradnji železniške postaje na Trati v drugi polovici 19. stoletja se je promet čez most zelo povečal, saj je bil edini zanesljiv prehod čez reko. Občina je izdala razpis, na katerem je dobil nalogo razširitve posestnik in gradbeni podjetnik Anton Lončarič, načrte pa je izdelal inženir Anton Žužek. Kljub denarnim težavam in zapletom pri pripravljalnih delih je bila razširitev končana leta 1888, po ceni 3300 goldinarjev.  Takrat je bil most poimenovan po avstrijskem cesarju Francu Jožefu, kasneje, leta 1892 pa je bil s prostovoljnimi darovi krajanov postavljen še kip. Leta 1901 so lesene hodnike za pešce zabetonirali.
Med prvo in drugo svetovno vojno most ni bil poškodovan, tako da je ohranil staro zasnovo. Leta 1974 so mu dodali železobetonsko vozno ploščo in obnovili pločnike.

## Galerija
- Most z zahodne strani
- Kip sv. Janeza Nepomuka na mostu
- Most na razglednici iz leta 1894